# Морское (Калининградская область)
 Морское  (до 1946 года — Пилл(ь)коппен, Pillkoppen) — посёлок Зеленоградского района Калининградской области.  Входит в состав Зеленоградского городского округа (до 1 января 2016 года — в сельском поселении «Куршская коса»). Население — 126 чел. (2010).

## География
Морское расположен на территории Национального парка «Куршская коса» в 44 км от Зеленоградска на трассе Калининград—Клайпеда. Поселок расположен у основания дюны Эфа, недалеко от границы с Литвой.
Наряду с посёлком Приваловка Славского района — один из двух самых северных населённых пунктов области.

## История
Первое упоминание Пилькоппен относится к 1532 году. Первое поселение постепенно заносилось песком, и в 1712-13 годах было перенесено на новое место, северо-восточнее прежнего. Позднее переносилось ещё раз из-за угрозы засыпания песком. Только после закрепления соседней песчаной дюны инспектором дюн Францем Эфой эта угроза исчезла.

## Население
| 1910 | 1939 | 2002 | 2010 |
| ---- | ---- | ---- | ---- |
| 228  | ↗301 | ↘143 | ↘126 |

## Достопримечательности
- Подвижная дюна Эфа высотой 64 метра, названная в честь инженера Франца Эфы.
- Озеро Лебедь